# Normu

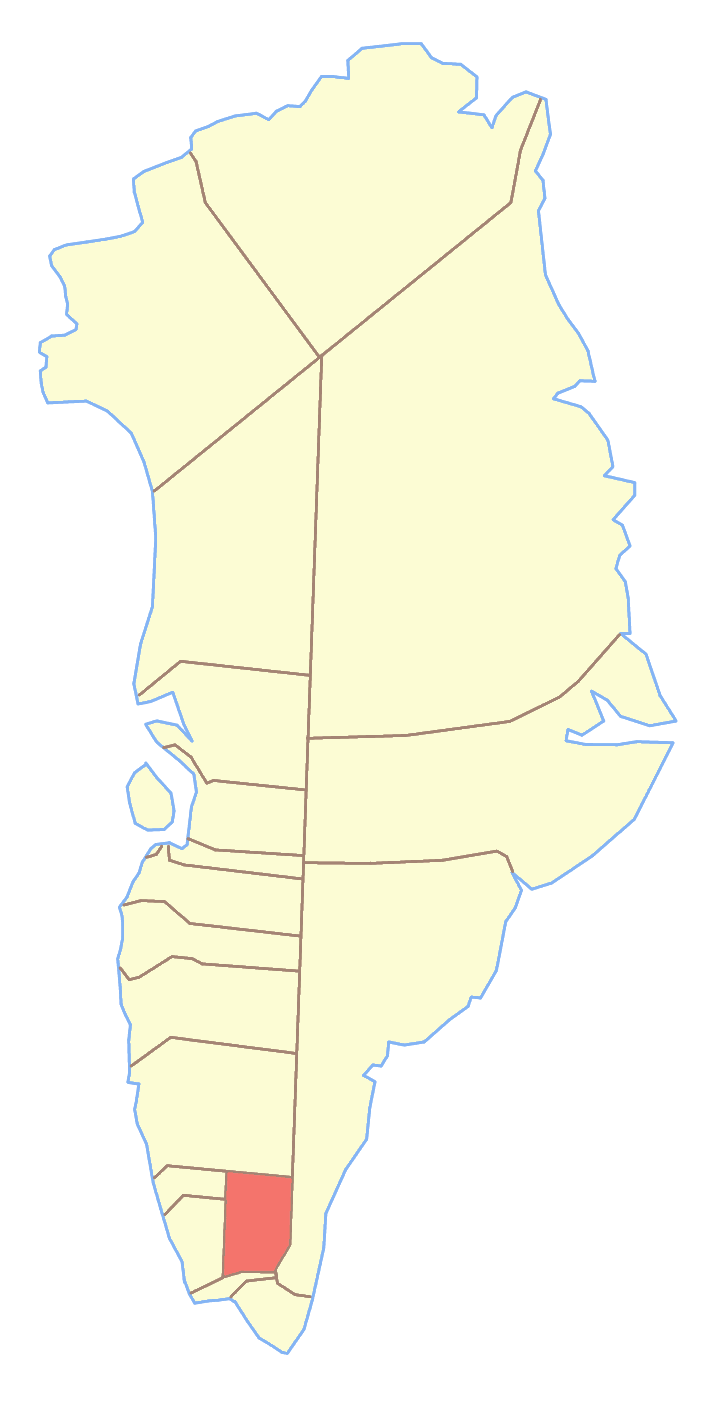
Ex comune di Narsaq, dove si trovava il Normu

Il Normu è un lago della Groenlandia. Si trova a 20 m sul mare, a 60°52'N 45°20'O; appartiene al comune di Kujalleq.